# Obeidská kultura

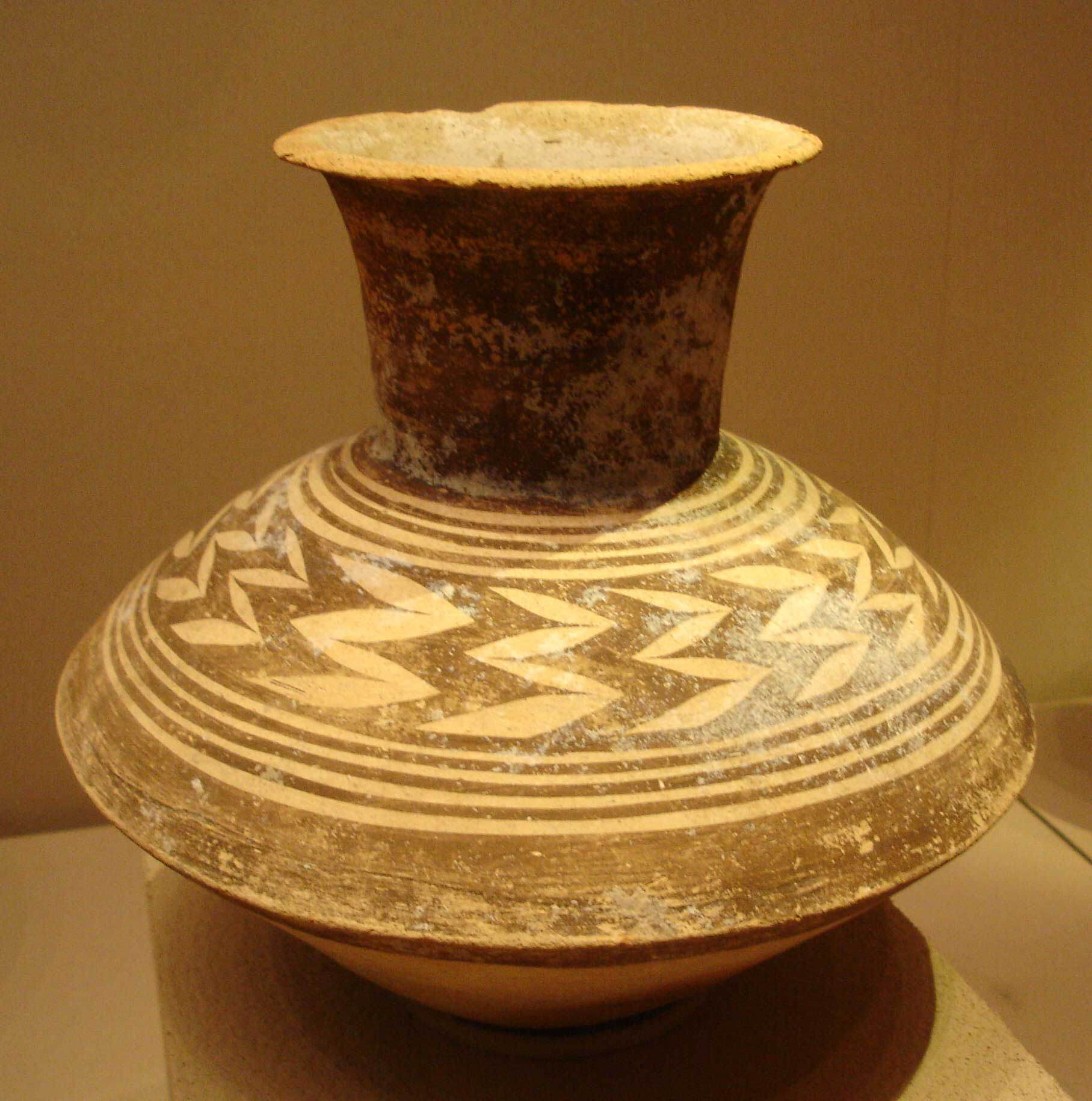
Obeidská keramika

Obeidská kultura (6500–3800 př. n. l.) je obecný název pro prehistorické období v Mezopotámii, vyznačující se poprvé v této oblasti velice blízkými znaky materiální kultury na značně rozlehlém území při řekách Eufrat a Tigris. Její vlivy jsou patrné i mimo vlastní nížinu (starý Sumer), sahají do hor na severozápadě, severu i na okraj Íránské vysočiny. Kultura je nazvána podle naleziště Tell al-Ubajd (též Obeid, el-Obejd, Ubaid), které leží poblíž zřícenin sumerských měst Uru a Eridu.

## Rozdělení a popis vývoje
- Ubaid 0 (6500–5400 př. n. l.) – prozatím nazývaná Oueili, podle místa výkopu Tell el-'Oueili, jenž odhaluje počátky osídlení v jižním Iráku.
- Ubaid 1 (5400–4700 př. n. l.) – nazývaná Eridská, podle města Eridu. Vzhledem k odlišnosti keramických nálezů se zdá, že se již jedná o nově příchozí obyvatelstvo, pravděpodobně z oblasti Íránu (propojení se Samarrskou kulturou) – tito lidé byli průkopníky pěstování obilí v extrémních podmínkách suchosti. Keramika je žlutohnědá zdobená tmavou barvou obsahující geometrické vzory.
- Ubaid 2 (4800–4500 př. n. l.) – zvaná Hádží-muhammadská pojmenovaná po současném sídle Kal'at Hádží Muhammad jižně od Varky (starého Uruku). Zaznamenal se rozvoj rozsáhlých kanálových sítí z hlavních osad. Zavlažovací zemědělství, které se zřejmě vyvinulo nejprve u Choga Mami (4700–4600 př. n. l.) a rychle se rozšířilo jinde, tvoří první požadované kolektivní úsilí a centralizovanou koordinaci práce v Mezopotámii. Keramika je příbuzná starší keramice původně íránské (Tepe Guran).Je zbarvená do zelených odstínů, zdobená jemnou monochromatickou tmavou barvou, která se používá šetrně v širokých černých vodorovných čárkách a jednoduchých zakřivených tvarech, existuje kombinace rytí a malby. Hrubá keramika s organickým tmelem zase upomíná na íránský původ. Lidé chovají hlavně tura domácího.
- Ubaid 3 a 4 (4500–4000 př. n. l.) – došlo k intenzivní a rychlé urbanizaci, rozšířenou do severní Mezopotámie, hlavními lokalitami jsou Arpáčija, Tepe Gaura kde nahradila Chaláfskou kulturu. Obeidská keramika se šířila také po celé arabské pobřežní oblasti, což poukazuje na růst obchodního systému, který se táhl od pobřeží Středozemního moře přes Omán. Obeidská kultura jižního Iráku byla první, která expandovala na sever a do syrského regionu Eufratu. Jedním z nejpozoruhodnějších nálezů byla kamenná razítka, která zobrazovala jelena. Vytesána z červeného kamene, který nepocházel z dané oblasti. Podobná razítka byla nalezena téměř 300 km na východ od Mosulu v severním Iráku. Existence velmi komplikovaných pečetí s téměř identickými motivy na tak vzdálených místech naznačuje, že v tomto období převzaly vedoucí postavení ve velmi širokém regionu vysoce postavené elity. Typické jsou hlavně výrobky z hlíny, keramika je jednoduchá se skromnou výzdobou oproti keramice Chaláfské, v pozdější fázi s tmavými lakovanými vzory nepečlivě nanesenými. Z tvrdé hlíny se vyrábějí i předměty denní potřeby. Věnují se rybolovu, pěstují se datle a obilí, tyto produkty jsou současně i předměty dálkové směny za dřevo, měď a kámen.

### Obeidské vlivy mimo jižní Mezopotámii
V Sýrii se Obeidská kultura projevila v období Amuk D a Amuk E, nalézáme zde malovanou obeidskou keramiku. Na pobřeží Sýrie je obdobnou smíšenou kulturou Ras Šamra IV A. V maloasijské Kilíkii známe obeidskou kulturu z Mersinu. Jižněji, v Libanonu a v Palestině známe obeidský vliv z Byblu a z ghassúlsko-beerševské kultury. Variantou obeidské kultury na severu Íránu byla pisdelijská kultura, v Luristánu kultura města Tepe Giyanu.

## Společnost
Obeidská kultura se vyznačuje rozsáhlými osídlenými vesnickými osadami, obytnými obdélníkovými domky s úzkými pokoji a vzhledem prvních chrámů veřejné architektury v Mezopotámii. Vybavení domácnosti obsahovalo výraznou jemnou křišťálovou nebo zelenožlutou keramiku zdobenou geometrickými vzory v hnědé nebo černé barvě; nástroje byly často vyrobeny z tvrdě vypálené hlíny, ale na severu byl použit i kámen a někdy i kov. Vesnice tvořily specializovaní řemeslníci (hrnčíři, tkalci a kováři), přestože většina obyvatelstva byla sezónními pastýři zemědělci. Později přišel vzestup elitní třídy náčelníků, která byla spojena s řízením chrámů a sýpek, zodpovědných za udržování společenského pořádku. Zdálo by se, že různé kolektivní metody, možná příklady toho, co Thorkild Jacobsen nazýval primitivní demokracií, ve kterém byly spory dříve vyřešeny prostřednictvím rady svých vrstevníků, už nebyly dostatečné pro potřeby místní komunity. Obeidská kultura vznikla na jihu, ale stále má jasné spojení s dřívějšími kulturami v oblasti středního Iráku. Vzhled obeidského lidu byl někdy spojen s takzvaným sumerským problémem, který se týkal původu sumerské civilizace . Bez ohledu na etnický původ této skupiny tato kultura poprvé viděla jasné tripartitní sociální rozdělení mezi trvale usazenými rolníky přicházejícími ze severu, kočovnými pastýři závislými na jejich stádech a rybáři z arabského pobřeží, žijícími v rákosích. Během období 5000–4000 př. n. l. začal pohyb směrem k urbanizaci.